# Poultrygeist: Night of the Chicken Dead
Pour plus de détails, voir Fiche technique et Distribution.
Poultrygeist: Night of the Chicken Dead est un film américain de Lloyd Kaufman, sorti en 2006.
Le titre fait référence à Poltergeist avec un calembour (poultry = volaille).

## Synopsis
La chaîne de restauration rapide American Chicken Bunker a construit un de ses restaurants sur le site d'un vieux cimetière indien. Ainsi les contestataires alter-mondialistes du CLAM (College Lesbian Against Mega-conglomerates) manifestent. Arbie arrive sur les lieux de la manifestation et découvre que Wendy, son ex, est devenue lesbienne. Le jeune homme décide alors de se faire embaucher dans le restaurant pour s'opposer à cette dernière. Il va rencontrer des gens aux personnalités particulières : Carl Jr. un grand garçon un peu bête, Paco Bell le jeune mexicain homosexuel, Humus la musulmane et le général Lee Roy, gérant de la chaîne de restauration rapide. Malheureusement la malédiction de l'ancienne tribu indienne va s'abattre sur le restaurant et ainsi transformer la viande qui fera muter les gens en poulets-zombies. Les personnes coincées à l'intérieur de ces lieux maudits vont découvrir qu'ils vont être contraints de s'unir pour survivre.

## Fiche technique
- Titre : Poultrygeist: Night of the Chicken Dead
- Titre temporaire : Poultrygeist: Attack of the Chicken Zombies!
- Réalisation : Lloyd Kaufman
- Scénario : Daniel Bova, Gabriel Friedman et Lloyd Kaufman
- Direction artistique : Alyssa Hill, D.J. Markuson et Emma Assin, Kevin Sean Michaels
- Décors : D. J. Markuson
- Costumes : Brenna Traynor
- Photographie : Brendan Flynt
- Montage : Gabriel Friedman
- Musique : Daniel DiMauro
- Production : Andrew Deemer, Jason Foulke, Gabriel Friedman, Michael Herz, Lloyd Kaufman, Kiel Walker
- Société de production : Troma Entertainment
- Société de distribution : Troma Entertainment
- Budget : 400 000 $[1]
- Pays d'origine : États-Unis
- Format : Couleurs - 35 mm - 1,85:1 - Dolby Digital
- Genre : Comédie horrifique, fantastique, musical et romance
- Durée : 103 minutes
- Date de sortie : 29 décembre 2006
- Film interdit aux moins de 16 ans

## Distribution
- Jason Yachanin (en) : Arbie, protagoniste un peu simple qui se fait embaucher au American Chicken Bunker (ACB) par dépit amoureux.
- Kate Graham : Wendy, ex bisexuelle d'Arbie et manifestante pas très convaincue contre ACB.
- Allyson Sereboff : Micki, nouvelle petite amie de Wendy, militante anti-ACB. C'est en fait une complice du général Lee Roy qui feint d'être végétarienne et lesbienne.
- Robin L. Watkins : général Lee Roy, l'antagoniste fondateur d'ACB inspiré du colonel Sanders.
- Joshua Olatunde : Denny, manager paranoïaque d'ACB.
- Caleb Emerson : Carl Jr., rôtisseur à ACB géant et simplet avec un fétichisme sexuel pour les carcasses de poulet crues.
- Rose Ghavami : Humus, cuisinière à ACB musulmane en burqa / danseuse ACB
- Khalid Rivera : Jose Paco Bell, cuisinier à ACB mexicain homosexuel, qui devient, après être passé au hachoir, un sandwich sloppy joe qui parle.
- Joe Fleishaker : Jared, porte-parole star du submarine sandwich.
- Lloyd Kaufman : Arbie vieux
- Ron Jeremy : Crazy Ron, excentrique qui prévient les employés d'ACB qu'ils sont « condamnés ». C'est une parodie de Crazy Ralph (en) dans Vendredi 13.

- Faith Sheehan : la petite fille
- John Karyus : voyeur cimetière
- Tessa Lew : mère de la petite fille
- Brian Cheverie : père O'Houlihan
- Anna Gabriella Olson : CLAM / victime stripteaseuse
- Kristin Kinnaird : CLAM
- Kailin Smith : CLAM
- Lauren Michelle Watts : CLAM
- Lori Schuler : CLAM
- Melanie Syph : CLAM
- Tina Crapsi : CLAM
- Martin Victor : chef Whats-His-Face
- Ira Kortum : Flavor Pod Guy
- Karen Tuccio : chef de chant
- Mary Ann Reisdorf : femme American Gothic
- Paul Gusmann : homme American Gothic
- Andrew Monkelban : manifestant en fauteuil roulant
- Ron Mackay : « Used to be quite slim, you see! »
- Cathy Mackay : femme de « Used to be quite slim, you see! »
- Chris Sciuto : « Looks Like a Dick »
- Simon Savory : pantalon fantaisie / mec frit
- Elisabeth Sobocinski : jeune manifestante jolie
- A.J. Verel : Mexicain sans green card
- Debbie Rochon : actrice célèbre atteinte par la bière
- Elske McCain : manifestante nue
- Ruth Phelps : Red Lobster
- Arvid Cristina : Hardee
- Zack Beins : Long John
- Tyler Dolph : Jared (doublure)
- Nick Koenig : Jared (doublure) / victime à la tête éclatée et au cerveau éparpillé
- Joshua Samuel Strauss : minerve
- Glenn Lasky : colonel Kluck
- Maria Gismondi : danseuse ACB
- Theresa Ferrara : danseuse ACB
- Tracy Janis : danseuse ACB
- Nicolas Pellissier : le général des montres
- Kiel Walker : le général des montres / homme gay seul / wishbone humain
- Keith Godejohn : footballeur victime
- J. Michael Landis : victime restaurant terrible
- Liz Drumm : visage arraché
- Charlie Drumm : « I hate the skin! »
- Verena Jahnke : tête dans la trancheuse à jambon
- Ian C. King : zombie à la tête éclatée et au cerveau éparpillé
- Andrew Deemer : mec frit
- Purple Pam Shelby : faux seins arrachés
- Kevin Barnes : zombie mangeant les faux seins
- Justin Bivens : zombie vœu
- Ryan Mead : zombie princesse poulet
- Steven A. Grainger : victime baguette de tambour
- Tom Devlin : nuggets dans la figure
- Bitte Andersson : pond un œuf
- Jamie Greco : Big Mitch
- Beth Charlesworth : zombie afro
- Louie Podlaski : victime sans colonne vertébrale
- Trevor Black : zombie mohawk
- Gabriel Friedman : l'homme invisible
- Gregory Paul Smith : zombie mort dans la friteuse
- Casey Dehlinger : zombie aux yeux sauvages
- Kelsey O'Brien : Humus déshabillée
- Charlotte Kaufman : danseuse zombie
- Sam Anderson : danseur zombie
- Ethan Blum : citoyen de Tromaville

## Autour du film

### Production
Les scènes de restaurant ont été tournées dans un McDonald's vide.

### Sortie
Le film n'est pour le moment sorti qu'au cinéma, aux États-Unis (2006) où il a été distribué dans 300 salles et en Angleterre (2008). Il a cependant été projeté dans divers festivals.

## Anecdotes
- Lors de la manifestation on peut voir sur différents panneaux des manifestants, écrit : « Libérez José Bové », « Fuck Tibet », « Free the chickens », « Punk is not dead ».
- Arbie porte le célèbre T-shirt de Troma Entertainment « I LOVE THE MONSTER HERO » avec la tête du héros The Toxic Avenger.
- Lors de la fusillade, Lloyd Kauffman, qui interprète Arbie vieux, crie « Die You Zombie Bastards! », référence direct à un autre film de Troma : Die You Zombie Bastards!
- La scène finale est une « célèbre » scène que Lloyd Kaufman utilise dans pratiquement tous ses films.
- La réalisation de Poultrygeist a ruiné Troma Entertainment, obligeant Lloyd Kauffman à investir des fonds personnels.
- Lors d'une scène chantée on peut apercevoir un poster Tromeo and Juliet, autre film de Troma Entertainment.